# マルクス・アルベック
マルクス・クリスティアン・アルベック（Marcus Christian Allbäck, 1973年7月5日 - ）は、スウェーデン・イェーテボリ出身の元同国代表サッカー選手。現サッカー指導者。現役時代のポジションはフォワード。父のステファン（Stefan）、叔父のダン（Dan）、祖父のアラン（Allan）も元サッカー選手。

## 経歴

### クラブ
エルグリーテISでキャリアを始め、リンビーBK, ASバーリと国外の2クラブに短期間在籍後、古巣のエルグリーテに復帰。2000年から2002年まで在籍したSCヘーレンフェーンで一定の成功を収めるも、その後のアストン・ヴィラ, ハンザ・ロストックではあまり得点を奪えずにいた。
32歳となったアルベックは、2005年夏にFCコペンハーゲンと契約を締結。2006年11月1日にUEFAチャンピオンズリーグ 2006-07のマンチェスター・ユナイテッドFC戦（ホーム1-0勝利）で、同大会を2度制した強豪相手にクラブ史上初となるUEFAチャンピオンズリーグでの得点を挙げたのみならず、クラブ史上初となる同大会での勝利を提供した。それから20日後のSLベンフィカ戦（アウェイ1-3敗北）とグループリーグ最終節のセルティックFC戦（ホーム3-1勝利）でも得点を挙げている。同シーズンのリーグ戦では最後のホーム試合でリーグ2連覇が決定し、合計11得点を記録したアルベックはファンが選定する最優秀選手に選出された。
2007年7月31日のUEFAチャンピオンズリーグ 2007-08予選2回戦ベイタル・エルサレムとの第1戦（ホーム1-0）で決勝点を挙げ勝利に導くと、第2戦（アウェイ1-1）では先制されスコアで並ばれる非常に厳しい展開となったが、延長戦でチームを救う得点を挙げ、2試合合計2-1でベンフィカの待つ3回戦へ進出となった。
2008年3月24日にコペンハーゲンを退団し、4月2日にエルグリーテへ移籍することが発表され、7月1日に3度目の加入をした。2009年12月14日にエリック・ハムレーン監督率いるスウェーデン代表のアシスタントに就任したことをもち、現役生活に別れを告げた。その後、エルグリーテで1度現役復帰し、ムターラAIF戦に69分から出場している。

### 代表
1999年11月27日に南アフリカとの親善試合でスウェーデン代表デビュー。その後、ケネット・アンデションの後継者として中心選手となりヘンリク・ラーションらとコンビを組み活躍した。
2002 FIFAワールドカップ・ヨーロッパ予選で3試合5得点と異常なまでの得点力を見せつけ、また、本大会にも出場した。2006 FIFAワールドカップでは、ズラタン・イブラヒモヴィッチの台頭で控えに回ったが、イブラヒモヴィッチが不在となったグループリーグ最終節のイングランド戦 (2-2) で初先発出場をすると、ヘディングで得点（ちなみに、この得点がFIFAワールドカップ通算2000得点目）を奪った。
2006年9月6日にUEFA EURO 2008予選のリヒテンシュタイン戦（ホーム3-1勝利）で2得点を挙げ、2007年6月6日にも同予選のアイスランド戦（ホーム5-0勝利）で2得点を挙げた。ちなみに、このアイスランド戦でのアルベックの2得点目は、相手DFのイヴァル・インゲルマルソンがフリーキックを取られたと判断を誤り、スウェーデン側にボールを渡したことで生まれたものだった。最終的に予選でチームトップの6得点を挙げ本大会進出に貢献し、そのまま本大会のメンバーにも選出されたが、グループリーグ最終節のロシア戦で後半から途中出場したのみに終わり、同大会のグループリーグ敗退をもって代表引退をした。

## 代表歴

### 出場大会
- スウェーデン代表
  - 2002 FIFAワールドカップ
  - 2006 FIFAワールドカップ

### 試合数
- 国際Aマッチ 74試合 30得点（1999年-2008年）[17]

| スウェーデン代表 | 国際Aマッチ | 国際Aマッチ |
| 年               | 出場        | 得点        |
| ---------------- | ----------- | ----------- |
| 1999             | 1           | 0           |
| 2000             | 4           | 1           |
| 2001             | 9           | 6           |
| 2002             | 13          | 4           |
| 2003             | 9           | 5           |
| 2004             | 11          | 7           |
| 2005             | 7           | 0           |
| 2006             | 9           | 4           |
| 2007             | 7           | 3           |
| 2008             | 4           | 0           |
| 通算             | 74          | 30          |

## タイトル
クラブ
エルグリーテIS
- スウェーデンカップ : 2000

FCコペンハーゲン
- デンマーク・スーペルリーガ : 2005-06, 2006-07

個人
- アルスヴェンスカン得点王 : 1999
- スウェーデン年間最優秀FW賞 : 1999, 2006[18]